# Eumerus sinuatus
Eumerus sinuatus är en tvåvingeart som beskrevs av Friedrich Hermann Loew 1855. Eumerus sinuatus ingår i släktet månblomflugor, och familjen blomflugor.
Artens utbredningsområde är Österrike. Inga underarter finns listade i Catalogue of Life.